# Polionemobius flavoantennalis
Polionemobius flavoantennalis är en insektsart som först beskrevs av Tokuichi Shiraki 1911.  Polionemobius flavoantennalis ingår i släktet Polionemobius och familjen syrsor. Inga underarter finns listade i Catalogue of Life.